# Ortharbela cliftoni
Ortharbela cliftoni is een vlinder uit de familie van de Metarbelidae. De wetenschappelijke naam van de soort is voor het eerst gepubliceerd in 2009 door Ingo Lehmann.
De soort komt voor in Tanzania (Usambaragebergte).